# Centre dalaï-lama pour la paix et l'éducation
Le Centre dalaï-lama pour la paix et l'éducation est une association internationale caritative liée à la paix et à l'éducation basée à Vancouver fondée par Victor Chan, en relation avec le 14e dalaï-lama, en 2005,. Le centre décrit sa mission comme « l'éducation du cœur et la promotion de la compassion à travers de l'apprentissage créatif, l'application et la facilitation de la recherche, et la connexion des personnes et les idées. »
L'association a parmi ses conseillers plusieurs personnalités reconnues dans le domaine de la promotion de la paix. Le centre a organisé des événements et débats sur la spiritualité, le changement climatique, l'environnement, la paix et d'autres sujets. 

## Histoire
Les liens du 14e dalaï-lama avec Vancouver au Canada remontent aux années 1960, lorsque l'écrivain basée a Vancouver George Woodcock a voyagé en Inde pour aider les exilés tibétains et a rencontré le 14e dalaï-lama. Le dalaï-lama a visité Vancouver plusieurs fois, en 1980, 1993, 2004, 2006 et 2009.
Victor Chan, un ami de 30 ans du dalaï-lama, est le directeur fondateur du centre. Chan a coécrit un livre avec le dalaï-lama, appelé Savoir pardonner. Un budget prévisionnel était de 60 millions de dollars pour établir et organiser le centre. Selon le dalaï-lama, Vancouver a été choisie comme emplacement du centre parce que sa « population multiethnique et multiraciale lui donne de l'harmonie. »,
À l'occasion de l'inauguration du centre en 2006 par le dalaï-lama, il a été nommé citoyen d'honneur canadienne par le gouvernement du Canada,. À l'origine le centre a annoncé son intention d'avoir une installation permanente construite en 2009.
Pour le professeur Kimberly Schonert-Reichl, le centre a aidé la Colombie-Britannique à devenir leader dans la compréhension du développement de la résilience.

## Gouvernance
Le Centre a un conseil consultatif international, présidé par le dalaï-lama qui comprend :
- Betty Williams
- Desmond Tutu
- Jimmy Carter
- Jody Williams
- Kim Campbell
- Mairead Maguire
- Sakyong Mipham
- Rigoberta Menchú
- Shirin Ebadi
- Tendzin Choegyal

## Sommet de la Paix à Vancouver
Victor Chan et le Centre ont organisé le Sommet de la Paix à Vancouver du 27 au 29 septembre 2009. Les dialogues ont inclus « la paix mondiale à travers la paix personnelle », « dialogue de lauréats du prix Nobel », et « L'éducation du cœur ». Les conférenciers ont discuté de spiritualité, de science, de psychothérapie, des arts, des affaires, et de l'éducation. Le dalaï-lama, Maria Shriver, Matthieu Ricard, Mary Robinson, Eckhart Tolle, Stephen Covey, Mairead Maguire, Betty Williams, Jody Williams, Murray Gell-Mann, le Blue Man Group, Kim Campbell et Mpho Andrea Tutu participèrent au Sommet. L'événement a eu lieu au Chan Centre for the Performing Arts (en) et à l'Orpheum (en) et a réuni 5 000 personnes,.